# ماونت، کولا
ماونت (به انگلیسی: Mount Colah) یک حومه شهر در استرالیا است که در نیو ساوت ولز واقع شده‌است.